# Документная лингвистика
Докуме́нтная лингви́стика — раздел науки о языке, исследующий лингвистические особенности в современном документообороте, знаковые средства, специфику и закономерности их использования в текстах. Документная лингвистика является частью учебно-исследовательского направления «Документоведение и документационное обеспечение управления».
Цели документной лингвистики:
- классификация текстов по лингвистическим признакам,
- унификация — введение стандартов обработки и представления (разметки) текстов.